# Тапакуло рудобокий
Тапакуло рудобокий (Eleoscytalopus psychopompus) — вид горобцеподібних птахів родини галітових (Rhinocryptidae).

## Поширення
Ендемік Бразилії. Мешкає в атлантичному лісі на сході штату Баїя на висоті від 15 до 200 метрів над рівнем моря.

## Опис
Дрібний птах, завдовжки 11,5 см. Оперення верхньої частини шиферно-сіре; лореальна ділянка, щоки, горло і нижня частина тіла білі; боки з блакитним відтінком; круп, хризум, боки живота і лопатки з рудими відтінками. Дзьоб чорного кольору з білястою основою на нижній щелепі. Ноги рожеві.